# Repostería de Chile

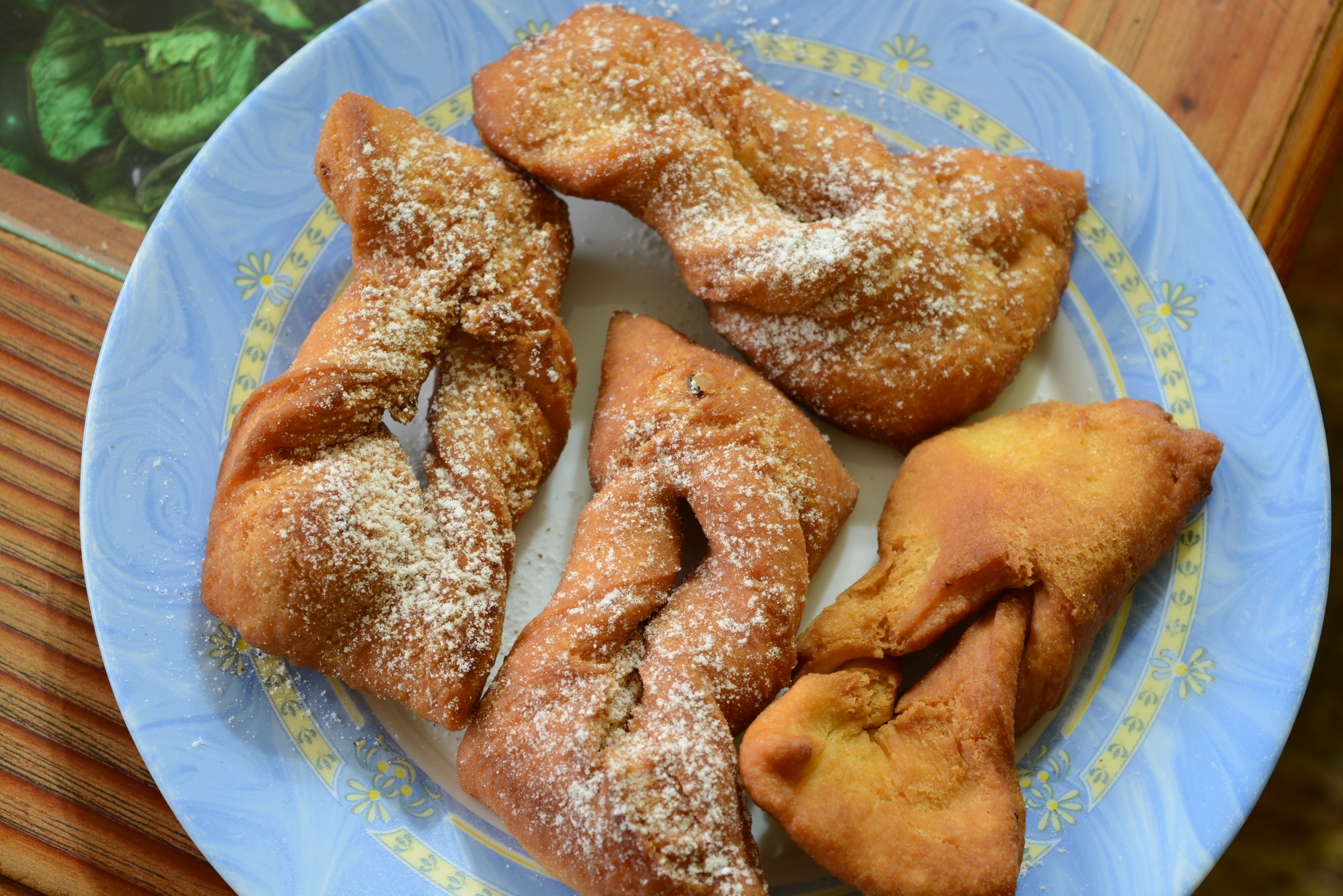
Calzones rotos, un tipo de dulce frito típico de la cocina chilena

La repostería de Chile es una parte de la gastronomía chilena especializada en la elaboración de postres, pasteles y recetas dulces en general. Con una fuerte influencia de la repostería originaria de Europa, principalmente de la repostería española por los siglos de dominio del Imperio español en el actual territorio chileno, como también fueron incorporados y remezclados a partir del siglo XIX elementos de la repostería alemana, francesa, italiana y de otros países producto de la inmigración en Chile. 

## Historia
Los orígenes del desarrollo repostero en el país se remontan a la época del Chile colonial —entre los siglos XVI y comienzos del XIX—, donde se le atribuye a las religiosas de la Iglesia católica, la creación y elaboración de las primeras recetas de dulces en los conventos y claustros. De allí proviene la expresión «hecho con mano de monja», comúnmente usada en el español chileno, haciendo alusión a aquella persona que tiene dotes o habilidades para cocinar con exquisitez. En aquella época, era común que algunos platos hayan sido introducidos al Reino de Chile desde el Virreinato del Perú, del cual pertenecía administrativamente bajo el dominio de la Monarquía Hispánica.[cita requerida]
Una vez obtenida la independencia a comienzos del siglo XIX, la llegada de inmigrantes de distintos orígenes al territorio de la naciente república, trajo consigo como parte de sus costumbres y aspectos culturales, la elaboración de sus propios platos, los cuales fueron compartidos o comercializados al resto de la población nacional, siendo muchos de ellos popularizados a nivel local. Un ejemplo de ello son los inmigrantes alemanes, quienes masificaron el consumo de muchas de sus tortas y algunas masas como el berlín, el cual es ampliamente vendido en pastelerías y panaderías a lo largo de todo el país, sin tener sus fabricantes necesariamente un origen alemán. Del mismo modo, la palabra Kuchen, que en alemán quiere decir «pastel», es un vocablo de uso común en el español chileno para referirse a un tipo de pastel de frutas (Obstkuchen en Alemania) muy consumido en todo el país en especial para las once, un tipo de merienda incorporada en las comidas en Chile durante la tardenoche.
A partir del siglo XX comenzaron a abrirse en Chile los primeros salones de té, lugares de encuentro en los espacios urbanos de un público mayoritariamente femenino donde se consumían diferentes tipos de dulces, galletas o pasteles como acompañamiento. La cultura chilena del té se encuentra bien arraigada de manera transversal en la sociedad nacional, llegando a ser los chilenos los mayores consumidores de este brebaje en todo el continente americano. Ya en el siglo XXI fueron aperturándose las «teterías», como se conocen las casas de té en ese país, para diferentes tipos de audiencias y con productos gourmet o premium, como algunas delicatessen para acompañar y quienes junto a las cafeterías, ofrecen diversos platos de repostería nacional e internacional.
Las localidades de La Ligua,  Curacaví y Curicó tienen la particularidad de ser reconocidas por la elaboración de sus propios dulces típicos. Mientras que los dulces de La Ligua obtuvieron el reconocimiento como Patrimonio Cultural Inmaterial en julio de 2019 por el Ministerio de Cultura chileno, los dulces de Curacaví obtuvieron en 2017 el «Sello de Origen» que otorga y certifica el Instituto Nacional de Propiedad Industrial (INAPI).

## Postres y dulces típicos

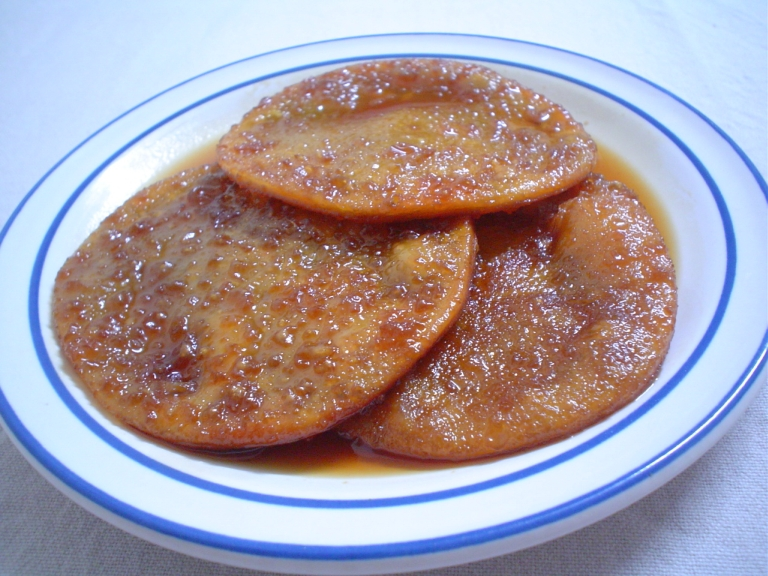
Sopaipillas pasadas en chancaca

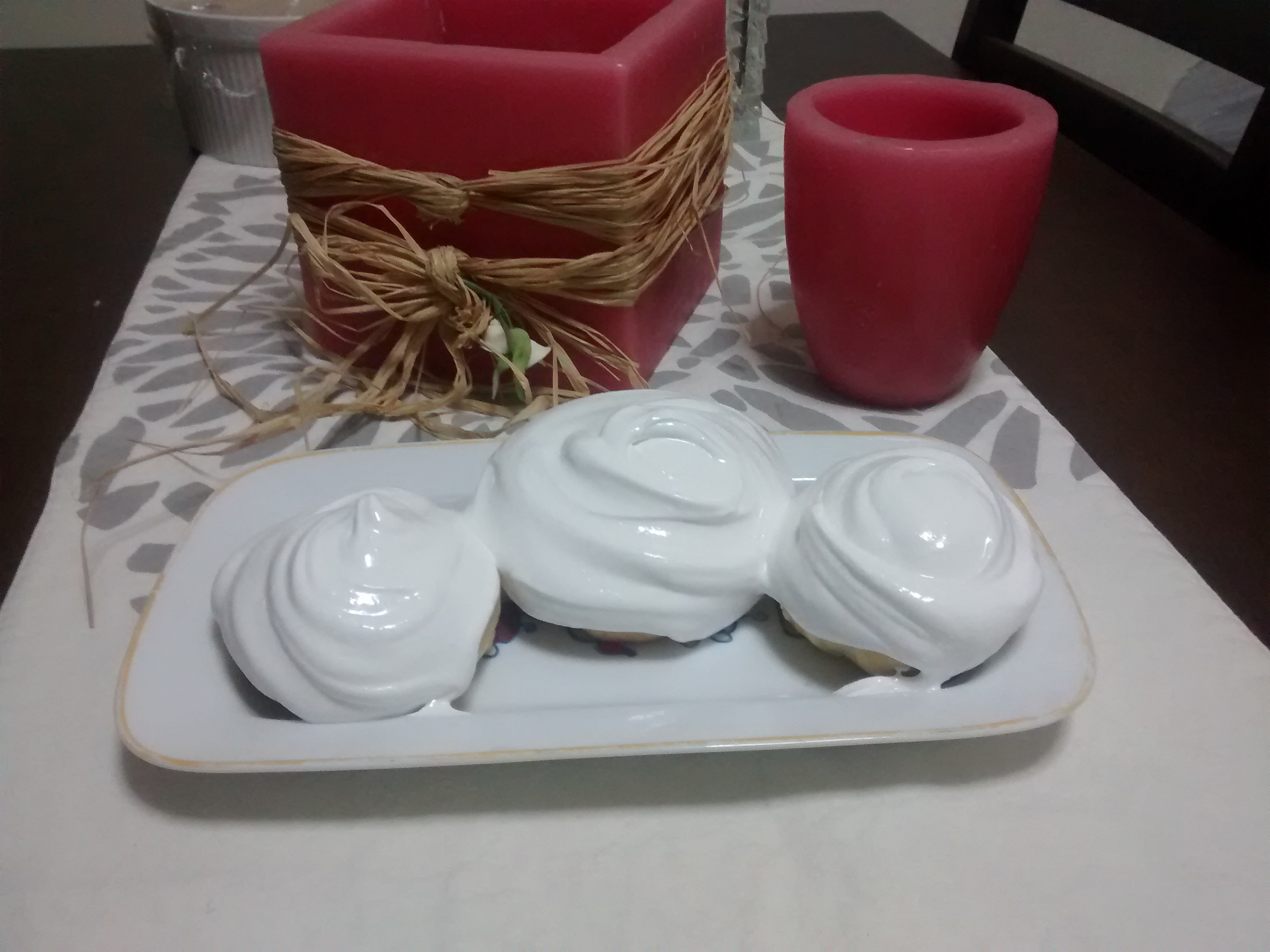
Pajaritos bañados en merengue y sin decorar

- Alfajores chilenos, entre los que destacan el «chilenito» (bañado en merengue), el relleno con chancaca y el de maicena con coco rallado y manjar
- Arroz con leche chileno, que lleva clavo de olor, canela, ralladura de limón o naranja
- Brazo de reina
- Calzones rotos
- Calugas, tipo de caramelos blandos de forma rectangular
- Chumbeque, un tipo de dulce popular en el Norte del país
- Colegiales, un tipo de budín de pan dulce
- Cuchuflíes
- Dulce patria, postre típico santiaguino inventado por Juanita Basaure, ama de llaves de Eusebio Lillo
- Empanadas dulces de alcayota y pera
- Empolvados
- Kuchen de murta, variante chilena del kuchen alemán
- Leche asada, un tipo de flan similar a la crema volteada peruana
- Leche nevada, una variante chilena de la islas flotantes
- Macho ruso, postre típico de la ciudad de Ovalle
- Manjar[8][9][10][11][12]
- Mote con huesillos
- Pajaritos, panecillos dulces bañados en merengue populares durante las Fiestas Patrias
- Palmera, variante chilena de venta popular en balnearios
- Pan de Pascua a la chilena, popular en Navidad
- Picarones, dulces fritos como un tipo de buñuelo originarios de la época del Virreinato del Perú
- Sopaipillas pasadas, un tipo de sopaipilla humedecida y endulazada con chancaca
- Torta curicana, originaria de la ciudad de Curicó, en la Región del Maule
- Torta merengada de frambuesa, tipo de torta típica del sur de Chile
- Zeppelines, zepelines o conejitos, dulces horneados rellenos con crema pastelera y espolvoreados con azúcar flor en forma que simulan un dirigible[13]